# Ouder-Amstel
Ouder-Amstel  è un comune olandese di 13 212 abitanti situato nella provincia dell'Olanda Settentrionale.